# Peter Hussing
Peter Hussing (Brachbach, 15 maggio 1948 – Brachbach, 8 settembre 2012) è stato un pugile tedesco.

## Palmarès

### Olimpiadi
- 1 medaglia:
  - 1 bronzo (Monaco di Baviera 1972 nei pesi massimi)

### Mondiali dilettanti
- 1 medaglia:
  - 1 bronzo (Monaco di Baviera 1982 nei pesi supermassimi)

### Europei dilettanti
- 4 medaglie:
  - 1 oro (Colonia 1979 nei pesi supermassimi)
  - 2 argenti (Madrid 1971 nei pesi massimi; Belgrado 1973 nei pesi massimi)
  - 1 bronzo (Bucarest 1969 nei pesi massimi)